# Cantone di Voves
Il Cantone di Voves è una divisione amministrativa dell'arrondissement di Chartres. e dell'arrondissement di Châteaudun.
A seguito della riforma approvata con decreto del 24 febbraio 2014, che ha avuto attuazione dopo le elezioni dipartimentali del 2015, è passato da 22 a 67 comuni.

## Composizione
I 22 comuni facenti parte prima della riforma del 2014 erano:
- Allonnes
- Baignolet
- Beauvilliers
- Boisville-la-Saint-Père
- Boncé
- Fains-la-Folie
- Germignonville
- Louville-la-Chenard
- Montainville
- Moutiers
- Ouarville
- Pézy
- Prasville
- Réclainville
- Rouvray-Saint-Florentin
- Theuville
- Viabon
- Villars
- Villeau
- Villeneuve-Saint-Nicolas
- Voves
- Ymonville

Dal 2015 i comuni appartenenti al cantone sono i seguenti 67:
- Allaines-Mervilliers
- Allonnes
- Baigneaux
- Baignolet
- Barmainville
- Baudreville
- Bazoches-en-Dunois
- Bazoches-les-Hautes
- Beauvilliers
- Boisville-la-Saint-Père
- Boncé
- Bouville
- Bullainville
- Cormainville
- Courbehaye
- Dambron
- Fains-la-Folie
- Fontenay-sur-Conie
- Fresnay-l'Évêque
- Le Gault-Saint-Denis
- Germignonville
- Gommerville
- Gouillons
- Guilleville
- Guillonville
- Intréville
- Janville
- Levesville-la-Chenard
- Loigny-la-Bataille
- Louville-la-Chenard
- Lumeau
- Mérouville
- Meslay-le-Vidame
- Montainville
- Moutiers
- Neuvy-en-Beauce
- Neuvy-en-Dunois
- Nottonville
- Oinville-Saint-Liphard
- Orgères-en-Beauce
- Ouarville
- Péronville
- Pézy
- Poinville
- Poupry
- Prasville
- Pré-Saint-Évroult
- Pré-Saint-Martin
- Le Puiset
- Réclainville
- Rouvray-Saint-Denis
- Rouvray-Saint-Florentin
- Sancheville
- Santilly
- Terminiers
- Theuville
- Tillay-le-Péneux
- Toury
- Trancrainville
- Varize
- Viabon
- Villars
- Villeau
- Villeneuve-Saint-Nicolas
- Vitray-en-Beauce
- Voves
- Ymonville